# Корнень
Корнень, Корнені (рум. Corneni) — село у повіті Клуж в Румунії. Входить до складу комуни Алуніш.
Село розташоване на відстані 345 км на північний захід від Бухареста, 34 км на північ від Клуж-Напоки.

## Населення
За даними перепису населення 2002 року у селі проживали 174 особи, з них 172 особи (98,9%) румунів. Усі жителі села рідною мовою назвали румунську.